# Okręg wyborczy Bishop Auckland
Okręg wyborczy Bishop Auckland powstał w 1885 r. i wysyła do brytyjskiej Izby Gmin jednego deputowanego. Okręg obejmuje dystrykt Teesdale oraz część dystryktu Wear Valley w południowej części hrabstwa Durham.

## Deputowani do brytyjskiej Izby Gmin z okręgu Bishop Auckland
- 1885–1910: James Paulton, Partia Liberalna
- 1910–1918: Henry Havelock-Allan, Partia Liberalna
- 1918–1929: Ben Spoor, Partia Pracy
- 1929–1929: Ruth Dalton, Partia Pracy
- 1929–1931: Hugh Dalton, Partia Pracy
- 1931–1935: Aaron Curry, Narodowa Partia Liberalna
- 1935–1959: Hugh Dalton, Partia Pracy
- 1959–1979: James Boyden, Partia Pracy
- 1979–2005: Derek Foster, Partia Pracy
- 2005–2019: Helen Goodman, Partia Pracy
- od 2019: Dehenna Davison, Partia Konserwatywna